# پیر پاردوئن
پیر پاردوئن (فرانسوی: Pierre Pardoën‎؛ زادهٔ ۸ اوت ۱۹۳۰ - درگذشته  ۱۷ ژوئن ۲۰۱۹) دوچرخه‌سوار اهل فرانسه بود.